# おわりの美学
『おわりの美学』（おわりのびがく）は、三島由紀夫の評論・随筆。初稿の旧仮名遣いでは『をはりの美学』となる。
『不道徳教育講座』と同系列に属する随筆で、若い女性向けに様々な日常の「おわり」の考察を、機知、逆説、笑いにあふれた趣で綴りながら、鋭い社会評や人生観、終末観を展開している。青年時代から生涯かけての作家人生において「おわり」を書きつづけた三島が、自身の心境を随所に覗かせているエッセイである。

## 発表経過
1966年（昭和41年）、週刊誌『女性自身』2月14日号から8月1日号まで「｛をはりの美学｝講座」として連載された（7月18日号は休載し、「ビートルズ見物記」を掲載）。単行本は、1970年（昭和45年）10月15日に文藝春秋より刊行の『行動学入門』に収録された。

## 内容
「結婚のをはり」、「電話のをはり」、「流行のをはり」、「童貞のをはり」、「OLのをはり」、「尊敬のをはり」、「学校のをはり」、「美貌のをはり」、｢手紙のをはり｣、｢芝居のをはり｣、「旅行のをはり」、「喧嘩のをはり」、「個性のをはり」、「正気のをはり」、「礼儀のをはり」、｢見合ひのをはり｣、｢宝石のをはり｣、｢仕事のをはり｣、「梅雨のをはり」、「英雄のをはり」、「嫉妬のをはり」、「動物のをはり」、「世界のをはり」の23項目に分かれ、様々な物事のおわりを考察しつつ、三島の人生観や美意識が述べられている。

## 執筆意図
三島は『をはりの美学』について、若い女性読者を対象に読みやすさ、わかりやすさを主眼にして書き、「半分ふざけている」ために、「ふざけたことがきらひな人を怒らせるかもしれない」としながら、以下のように語っている。

## 作品評価・研究
『をはりの美学』は、日常的に女性が関心のある話題を題材にして、その〈をはり〉をユーモラスに軽い文体で綴ったもので、若い女性向けの人生や恋愛の手引書的な趣のあるエッセイであるが、その中には三島の本音が垣間見られ、随所に死に方についても語られており、「男の美学」も盛り込まれている人生論となっている。
荻久保泰幸は、「三島一流の皮肉・警句を適当に糖衣に包んだ行間に、現代社会への怒りが噴出している」のが、〈満天下の青年男女よ、一日も早く動物を卒業して、日本文化の本質にかへりたまへ〉と三島が言うところに見られるとし、さらに、「笑いやくすぐりをふりまきながらいかに生きるべきかを語っているようにみえて、実はいかに死ぬべきかを語っている」と解説している。
中野裕子は、三島が〈芝居のをはり〉の中で、〈人生のをはりと芝居のをはり〉を比較しながら、芝居の成功の後の幕が下りた舞台に立つ劇作家としての自身の感慨を〈何か人生の大きなガランとした虚無とつながつてゐる〉と語るくだりは、三島が創造した芸術作品と、実生活の虚無との関係が暗示されているとし、〈童貞のをはり〉の中で、性交の後に雌に食い殺されるカマキリの〈雄の宿命〉や、特攻隊が死の前夜に女を知る例えから〈男にとつては生へぶつかつてゆくのは、死へぶつかつてゆくのと同じことだ〉と語る論理は、三島が影響を受けた「バタイユ的エロティシズムの形」（生と性と死を結ぶもの）であると解説している。

## おもな収録刊行本

### 単行本
- 『行動学入門』（文藝春秋、1970年10月15日） 
  - 装幀：粟屋充。紙装。茶色帯。
  - 収録内容：「行動学入門」「おわりの美学」「革命哲学としての陽明学」「あとがき」
- 文庫版『行動学入門』（文春文庫、1974年10月25日） 
  - カバー装幀：粟津潔。紙装。
  - 解説：虫明亜呂無
  - 収録内容：単行本と同一内容。
- 文庫版『新恋愛講座――三島由紀夫のエッセイ2』（ちくま文庫、1995年5月24日） 
  - 装幀：安野光雅。カバー装画：山本容子。カバーデザイン：渡辺和雄
  - 解説：田中美代子「混迷の中で」
  - 収録内容：「新恋愛講座」「おわりの美学」「若きサムライのための精神講話」

### 全集
- 『三島由紀夫全集32巻（評論VIII）』（新潮社、1975年12月25日）
  - 装幀：杉山寧。四六判。背革紙継ぎ装。貼函。
  - 月報：ジョン・ネイスン「『午後の曳航』のころ」。《評伝・三島由紀夫32》佐伯彰一「三島由紀夫以前（その8）」。《三島由紀夫論7》田中美代子「美神の冒険」。
  - 口絵写真撮影：柿沼和夫
  - 収録作品：昭和40年3月から昭和42年3月の評論90篇。
  - ※ 同一内容で豪華限定版（装幀：杉山寧。総革装。天金。緑革貼函。段ボール夫婦外函。A5変型版。本文2色刷）が1,000部あり。
- 『決定版 三島由紀夫全集33巻・評論8』（新潮社、2003年8月10日）
  - 装幀：新潮社装幀室。装画：柄澤齊。四六判。貼函。布クロス装。丸背。箔押し2色。
  - 月報：小島千加子「三島さんと音楽」。久保田裕子「三島由紀夫の海外における翻訳作品」。［思想の航海術8］田中美代子「筋肉の扉」
  - 収録作品：［評論］昭和39年4月から昭和41年2月まで（連載物は初回が）の評論126篇。「実感的スポーツ論」「反貞女大学」「太陽と鉄」「日本人の誇り」「危険な芸術家」「をはりの美学」ほか